# Ferrari 456
La Ferrari 456 è un'autovettura coupé prodotto dalla casa automobilistica italiana Ferrari dal 1992 al 2003.
Questa Gran Turismo rappresenta nel momento della sua presentazione la massima espressione tecnologica della Ferrari, con caratteristiche tecniche e soluzioni che anticipano le future vetture del Cavallino Rampante. La vettura fu dotata di un motore V12 Ferrari F116 appositamente sviluppato e collocato in posizione anteriore contrariamente a tutte le Ferrari del periodo dotate di motore posteriore. Con 11 anni di produzione è, attualmente, il modello più longevo nella storia della Ferrari.

## Storia
Nel 1992 la Ferrari ha bisogno di una nuova auto con cui riconfermarsi leader nel segmento delle 2+2 sportive. Infatti da 3 anni la vecchia 412i è uscita di produzione e in quel segmento di vetture vi erano avversarie come la Jaguar XJS e la Porsche 928.

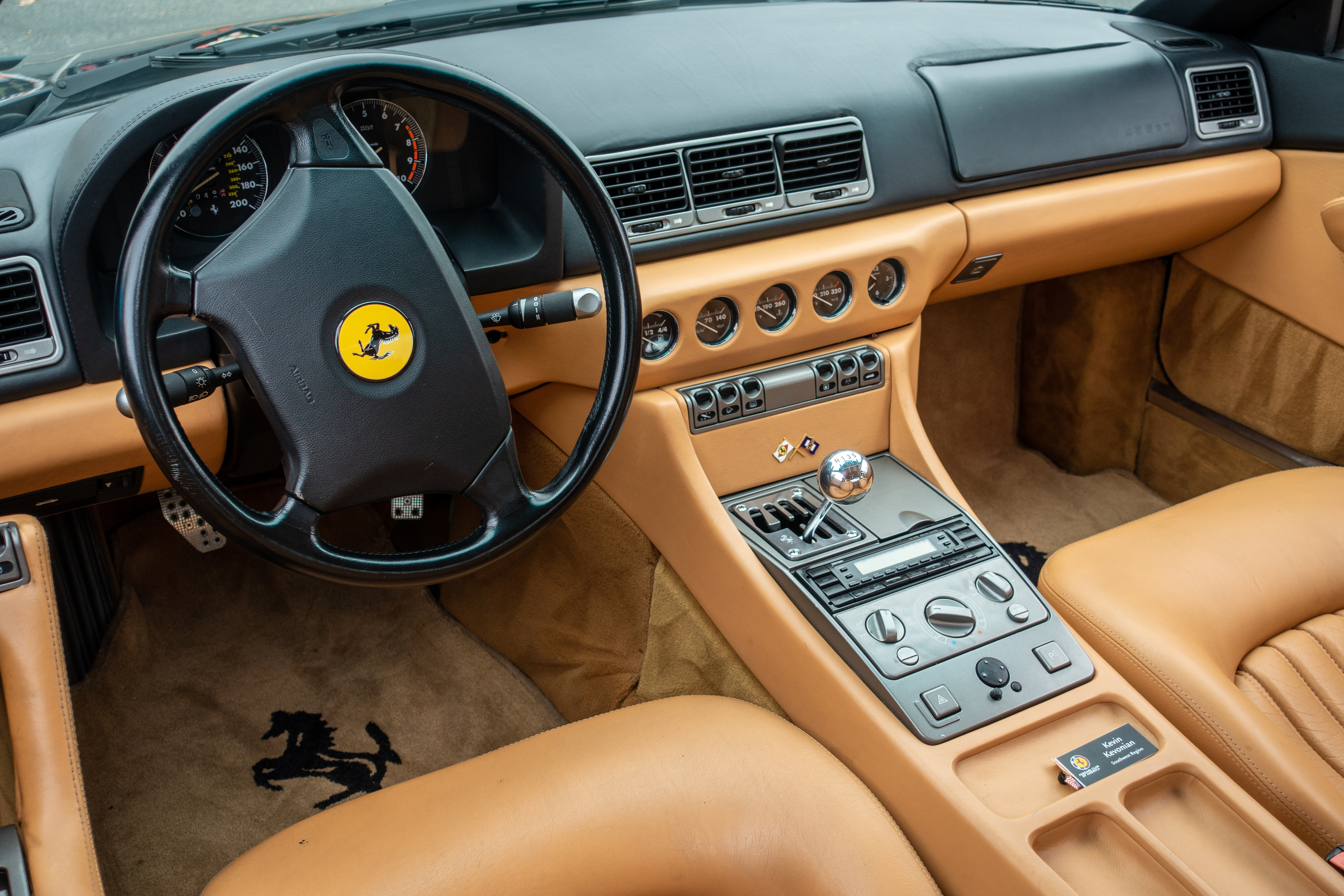
Interni

La casa di Maranello decide di affidare il disegno esterno alla Pininfarina, che aveva già disegnato praticamente tutte le Ferrari 2+2 e la stessa 412. La nuova 456 GT è dotata di una linea che rappresenta uno dei più elevati esempi di Gran Turismo 2+2. L'intento è di costruire una vettura Gran Turismo in grado di divenire il riferimento del settore. Questa splendida ed equilibrata linea, che in gran parte è ispirata alla celebre Ferrari 365 Daytona, è destinata a durare per ben 11 anni, anche grazie al disegno di Pietro Camardella e alla supervisione di Lorenzo Ramaciotti, caratterizzato da un mix equilibrato, elegante e sportivo evocativo delle più famose GT a motore anteriore del passato, fino all'uscita di produzione della 456 M, nel 2003.
Una curiosa anteprima di questa apprezzata linea compare su Quattroruote di gennaio 1992, che pronostica l'entrata in produzione della 456, senza però fornire questo nome.
La vettura era destinata alla clientela che cercava una Ferrari anche da utilizzo "frequente", se non quotidiano.

## 456 GT
La Ferrari 456 GT venne svelata alla stampa ed al pubblico in Belgio presso il Garage Francorchamps, in omaggio a Jacques Swaters presentata in colore Blue Swaters metallizzato.
La vettura si presentava come un elegantissimo coupé ad elevate prestazioni, dotato di abitabilità sufficiente anche nei posti posteriori.
La 456 GT venne commercializzata con cambio manuale a 6 rapporti, e successivamente nella versione 456 GTA con cambio automatico a 4 rapporti.
Il successo commerciale dell'auto fu notevole e molti personaggi di primo piano dell'industria, della finanza, dello spettacolo e dello sport furono tra i clienti della 456 GT.
La denominazione 456 deriva dalla cilindrata unitaria del suo motore (5 474 : 12 = 456).

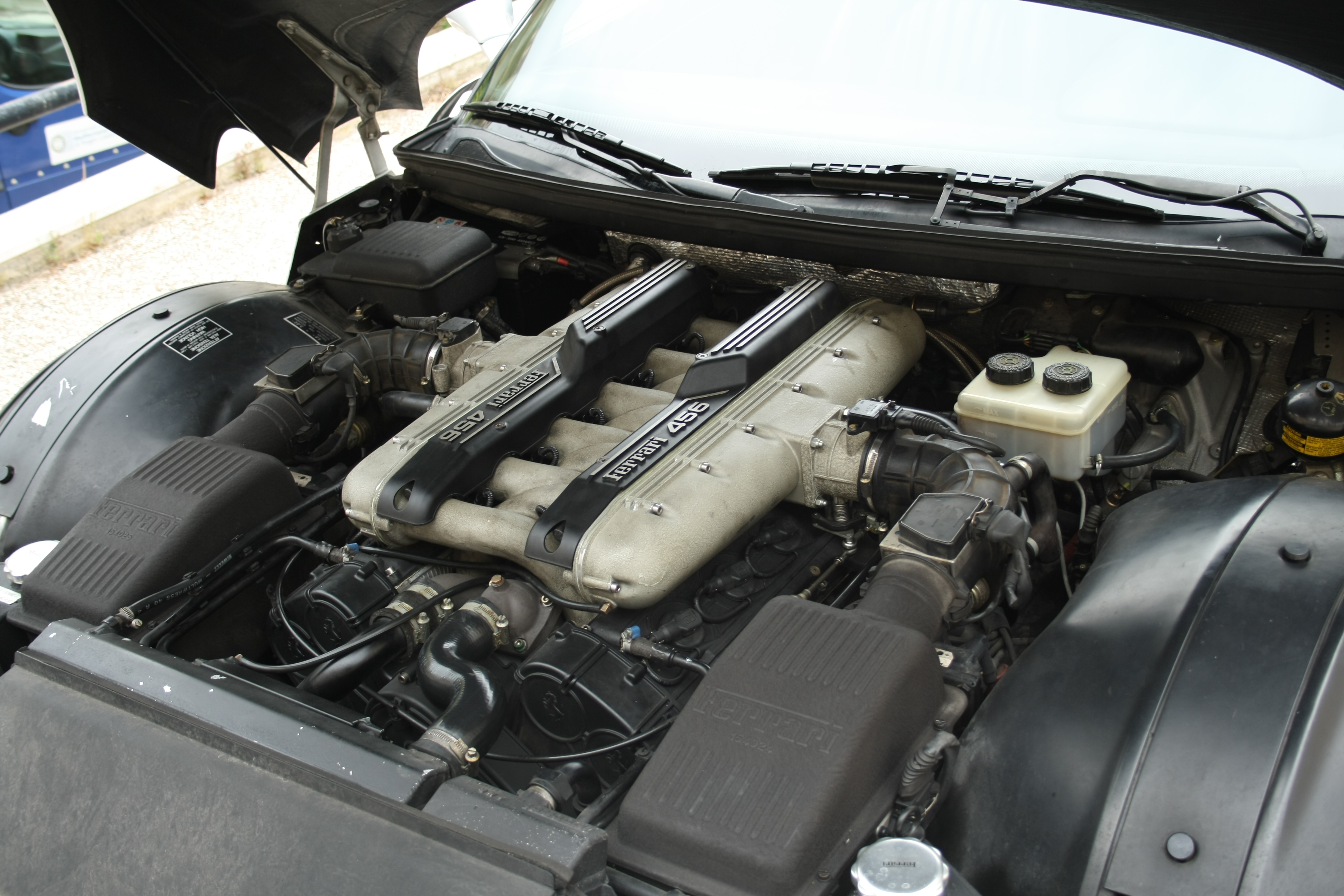
Il motore

Il motore è il V12 da 5,5 l (5474 cm³) da quattro valvole per cilindro, interamente realizzato in lega d'alluminio, che verrà montato successivamente anche sulla 550 Maranello, eroga 442 CV e 550 N⋅m di coppia motrice massima. Questo 5,5 litri ha inoltre vinto il premio per il miglior motore oltre i 4 litri. Con questo propulsore la Ferrari 456 GT è in grado di spingersi a 309,503 km/h. e circa 300 km/h per la versione 456 GTA. Il passaggio da 0 a 100 km/h invece viene compiuto in 5,2 secondi.
Il motore potente ed elastico, il telaio, le sospensioni ed i freni, oltre alla distribuzione dei pesi, consentono una guida sportiva efficace ma non esasperata. Anche utilizzando la taratura sportiva delle sospensioni, il comfort era adeguato. La guida dell'auto è comunque da sportiva di razza e l'assenza di controlli elettronici rendono la guida sul bagnato un'esperienza da iniziati.
L'allestimento interno era di alto livello, con interni interamente in pelle pregiata, sedili a comando elettrico, rigidità dell'assetto regolabile nella taratura sport, medium e comfort e ABS.
Le prime vetture non erano dotate di Air Bag e disponevano di un elegante volante in alluminio satinato a tre razze, la modifica delle normative europee lo resero obbligatorio e dal 1995, con l'introduzione di un diverso volante, le 456 furono dotate di Airbag.
La Ferrari 456, nella versione GT e GTA, fu prodotta dal 1992 al 1998. Furono costruiti 1.534 esemplari nella versione GT (di cui 141 unità con la guida a destra) mentre 402 furono gli esemplari prodotti nella versione GTA ovvero la versione con cambio automatico.

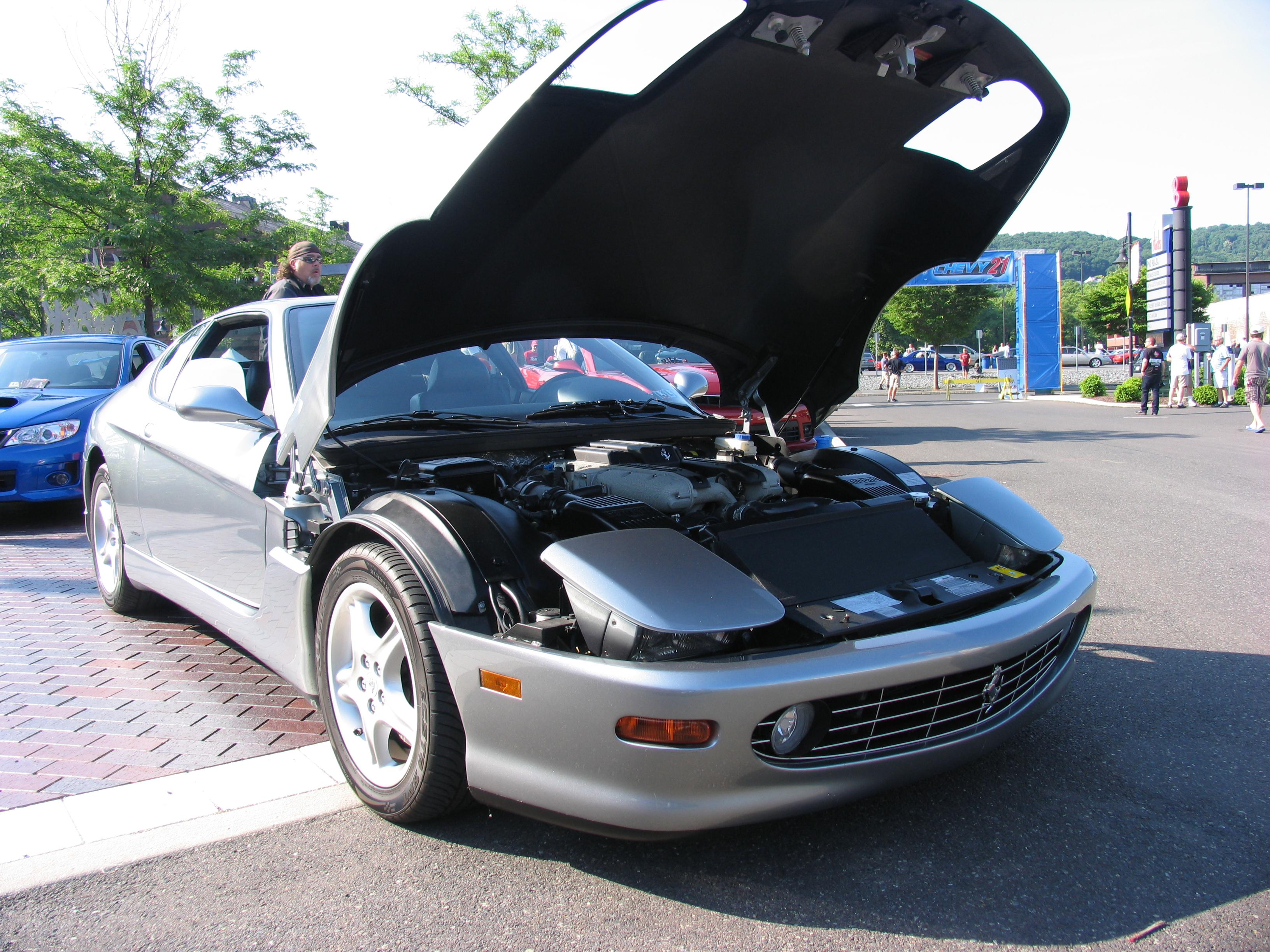
Vista del cofano a "coccodrillo"

## 456M GT
Nel 1998 viene presentata la versione restyling della 456 GT, chiamata M (Modificata). La Ferrari 456 M presenta delle piccole modifiche estetiche senza tuttavia sconvolgere la linea della vettura nata sei anni prima e molto apprezzata. Gli interventi estetici della 456 M GT hanno riguardato, in modo particolare, il paraurti anteriore con gli indicatori di direzione in esso integrati e con la calandra divenuta più larga e con un diverso profilo all'interno della quale hanno trovato alloggiamento le luci circolari fendinebbia. Inoltre dal cofano motore scompaiono i due sfiati e l'alettone posto sotto il paraurti posteriore diventa fisso anziché mobile e controllato elettronicamente come sulla GT.
Inalterati rimangono il motore e la velocità massima rispetto alla versione precedente. 
La versione M viene dotata di controllo di trazione, modifica che rende più facilmente gestibile la guida della vettura soprattutto sul bagnato. Anche gli allestimenti interni presentano delle piccole modifiche ovvero i sedili sono ridisegnati mentre cambia la disposizione degli strumenti ausiliari posti nel tunnel centrale anch'esso ridisegnato. Inoltre i sedili anteriori sono dotati di memoria e ritornano nella posizione prefissata quando vengono spostati per permettere l'accesso dei passeggeri ai sedili posteriori.

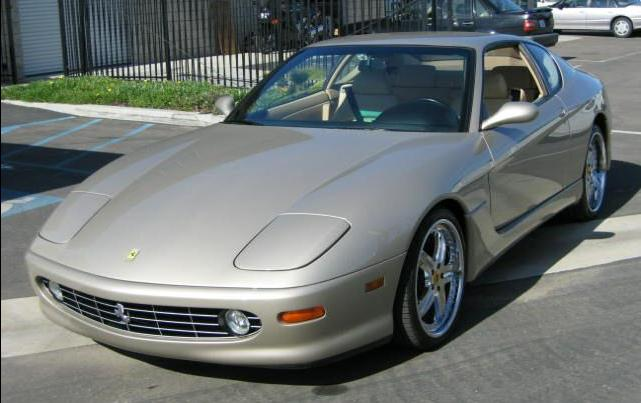
Una Ferrari 456M GT

Anche la 456M GT venne proposta nella versione 456M GTA dotata di cambio automatico.
Rimase in produzione fino al 2003 e venne sostituita nel 2004 dalla 612 Scaglietti. Nel 2003 vennero realizzati 31 esemplari della versione Michael Schumacher, con verniciatura bicolore (la vettura è color argento, con il tetto fino alla linea inferiore dei vetri in grigio scuro), tutti dotati di interno in pelle grigia con cuciture rosse e freni maggiorati. Venne presentata alla stampa con una fotografia in cui il pilota sedeva internamente al baule aperto, a sottolineare la grande capacità di carico della 456.
La Ferrari 456, nella versione M GT fu prodotta in 640 esemplari mentre nella versione M GTA fu prodotta in 631 esemplari.

## 456 Venice

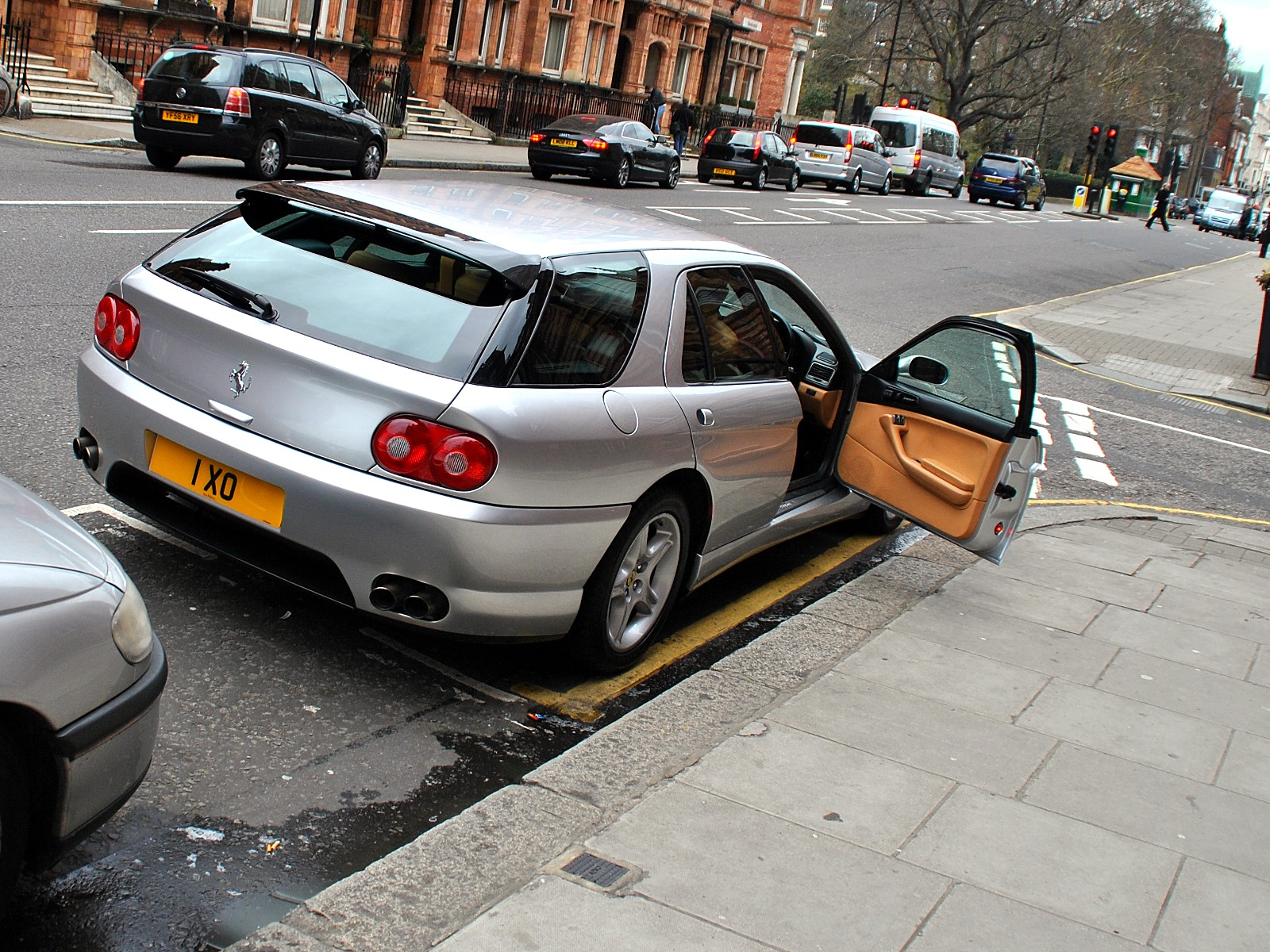
Una Ferrari 456 Venice

Nel 1996 vennero realizzati, sotto committenza del sultano di Brunei, Hassanal Bolkiah, 6 esemplari di una 456 a 4 porte con carrozzeria shooting brake. Tale modifica aggiunse quindi un terzo volume posteriore alla coupé italiana (oltre che alle due porte posteriori) rendendola molto simile ad una familiare; tale modello fu denominato "Venice" in onore al capoluogo veneto. Il progetto venne affidato a Pininfarina e approvato dalla Ferrari. Per la realizzazione di tale vettura il sultano di Brunei ha speso 1,5 milioni di dollari per ogni vettura.